# Honorat Borrassà

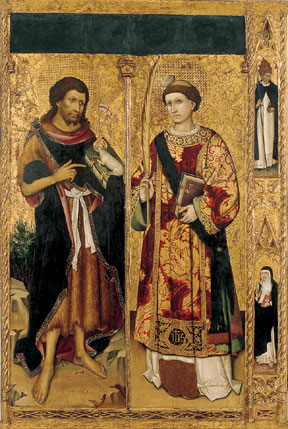
San Juan Bautista y san Esteban, temple y óleo sobre tabla, 188 x 126 cm, Barcelona, MNAC.

Honorat Borrassà (Gerona, ca.1424 - 1457) fue un pintor gótico catalán, miembro de la familia de los Borrassà.
Hijo de Francisco Borrassà, Honorat fue uno de los últimos miembros del taller familiar. Su hermana, Catalina Borrassà, se casó con Joan Antigó, quien continuó al frente del taller en el que se formaron otros artistas, como Ramón Solà I. En sus obras tanto como en las de Bernat Martorell se puede apreciar una influencia común.
A pesar de no conservarse muchas obras, su producción, conjuntamente con la de Joan Antigó, se encuentra bien documentada, y se extendió desde Puigcerdá hasta San Felíu de Guixols.
Algunas de sus obras más conocidas son el retablo de Castellón de Ampurias, realizado en colaboración con Antigó, y el San Juan Bautista y San Esteban, procedente de la iglesia de Santa María de Puigcerdá, actualmente en la colección permanente del gótico del Museo Nacional de Arte de Cataluña, también atribuido a ambos pintores.